# Ruchna
Ruchna (prononciation : [ˈruxna]) est un village polonais situé dans la gmina de Liw dans le powiat de Węgrów et en voïvodie de Mazovie dans le centre-est de la Pologne.
Ce village se trouve à environ 4 kilomètres au sud-est de Węgrów (chef-lieu du powiat) et à 75 kilomètres à l'est de Varsovie (capitale de la Pologne).
Le village a une population de 1 600 habitants en 2006.

## Histoire
En 1954, il existait une gmina de Ruchna.
De 1975 à 1998, le village appartenait administrativement à la voïvodie de Siedlce.